# 道の駅若桜
道の駅若桜（みちのえき わかさ）は、鳥取県八頭郡若桜町若桜にある国道29号の道の駅である。
2008年（平成20年）6月1日に開駅。

## 施設
施設は若桜町が保有し、若桜町観光開発事業団が指定管理者として運営している。
- 駐車場：38台
  - 普通車：34台
  - 大型車：4台
  - 身障者用：2台
- トイレ
  - 男：大 2器・小 6器
  - 女：6器
  - 身障者用：1器（オストメイト対応）
- 公衆電話：1台
- レストラン（10:00 - 18:00（1月 - 2月は10:00 - 16:00））
- 売店（9:00 - 18:00（1月 - 2月は10:00 - 17:00））
- 休憩所
- 情報コーナー

## 休館日
- 年始

## アクセス
- 国道29号 - 登録路線
- 国道482号
- 鳥取県道176号若桜停車場線
- 若桜鉄道若桜線 若桜駅